# Xã Hamilton, Quận Delaware, Indiana
Xã Hamilton (tiếng Anh: Hamilton Township) là một xã thuộc quận Delaware, tiểu bang Indiana, Hoa Kỳ. Năm 2010, dân số của xã này là 7.206 người.